# Helmut Frommhold
Helmut Frommhold (* 3. November 1946 in Weimar) ist ein deutscher Rockmusiker, Komponist, Arrangeur  und Musikpädagoge.

## Leben
Bereits als Achtjähriger nahm Frommhold Unterricht an Musikschulen in Berlin und Schwerin und erlernte das Mandolinenspiel, später auch Geige.
Als während seiner Schulzeit für eine Schülerband ein Kontrabassist gesucht wurde, übernahm Frommhold den Bass und erlernte ab 1961 auch dieses Instrument an der Musikschule. Während seiner Lehrausbildung im Kabelwerk Oberspree Berlin und seines Grundwehrdienstes in der Nationalen Volksarmee spielte Frommhold in verschiedenen Amateurbands. Als Mitte der 1960er Jahre die Bassgitarre in Mode kam, tauschte er Kontrabass gegen Bassgitarre. Ab 1968 studierte er Kontrabass an der Hochschule für Musik „Hanns Eisler“ Berlin, später Komposition und Tonsatz bei Wolfram Heicking und das Arrangieren bei Joachim Gocht.
Im Jahre 1970 entstanden seine ersten eigenen Kompositionen und Arrangements. Die Titel Morgen werd' ich sie vom Zug abholen und Der Tag war sinnvoll, gesungen von Aurora Lacasa, belegten auf Anhieb vordere Plätze beim Schlagerwettbewerb 1970. Weitere Kompositionen für Aurora Lacasa, Nina Hagen und Jürgen Walter folgten. Neben schlagerhaften Melodien entstanden für die Gruppe Brot und Salz, zu deren Gründungsmitgliedern er gehörte, Kompositionen mit starken Hard-Rock-Einflüssen (u. a. Bleib nicht stehen und Launen) und Arrangements für die Rockband Prinzip und Holger Biege. Frommhold, der sich musikalisch nicht auf eine Stilrichtung festlegen lässt, vertonte auch Texte von Heine, Goethe und Schiller und komponierte sinfonische Werke für Streichorchester. Außerdem schrieb er die Musik für Barry schwieg, eine 1979 entstandene Folge des „Polizeirufs 110“, für den DEFA-Film Verzeihung, sehen Sie Fußball? (1982/83) und den Fernsehfilm Leute sind auch Menschen (1986). Frommhold vertonte die Märchenmusicals Dornröschen oder Die schlafende Schöne, Aschenputtel oder Cendrine und der Zauberer, Schneewittchen, Revolutschion in Pumpelhagen und Die Prinzessin auf der Erbse.
In den 1990er Jahren arbeitete er zeitweilig mit Barbara Kellerbauer zusammen und schrieb die Titel Schwarze Röcke und Ein neues Lied, ein besseres Lied, veröffentlicht auf der CD Lebensgruß bei Kreuzberg Records. Seit Beginn der 1990er Jahre ist er an der Seite der Puppenspieler Heinz Schröder und Bärbel Möllendorf Mitglied des Pittiplatsch-Ensembles und sorgt für die musikalische Umrahmung des Programms, mit dem das Ensemble seit Anfang des Jahres 2008, anlässlich des 50. Geburtstages von Schnatterinchen und des 45. Geburtstages von Pittiplatsch, der beliebten Figuren aus dem Kinderfernsehen der DDR, erfolgreich in Ostdeutschland auftritt. Seit 2009 arbeitet Frommhold mit dem Theater sinn & ton zusammen. Für "Rotkäppchen" arrangierte er die Kompositionen von Klaus Nothnagel neu; für "Cristina und das Ungeheuer" komponierte und arrangierte er die Musik.
Frommhold lebt und arbeitet heute als Komponist in Berlin und lehrt an der Musikschule Béla Bartók in Berlin-Pankow und der Joseph-Schmid-Musikschule in Treptow-Köpenick.

## Filmmusik
- 1979: Polizeiruf 110: Barry schwieg
- 1985: Zu Fuß in die Wolken